# Computermuseum (Haren)
Computermuseum was een museum over computers in Haren in het Brussels Hoofdstedelijk Gewest. Het museum was gevestigd in de kelders van het IT-bedrijf Unisys. Er werd een chronologische voorstelling gepresenteerd over de voorlopers van de computer van 1880 tot nu. Het werd gesticht door Jacques Laffut, die als marketingmanager werkte bij Unisys. Hij begon zijn collectie eind jaren '60 toen hij prototype machines herstelde, terwijl het tempo van nieuwe machines en technologische veranderingen snel evolueerde. Zijn doel was om de geschiedenis van de informatica te bewaren voor de toekomstige generaties. De collectie werd voor het eerst getoond in oktober 1989.
In het museum waren onder meer te zien: 
- mechanische rekenmachine van de uitvinder William Burroughs uit 1885, de verre voorloper van de pc.
- de eerste 'draagbare' rekenmachine uit de jaren '20 (7-8 kg)
- de 'Moon Hopkins' uit 1921, de eerste boekhoud- en facturatiemachine
- eerste elektronische rekenmachine uit de jaren '60.

De collectie werd toevertrouwd aan de Koning Boudewijnstichting en maakt sinds 2016 (permanent) deel uit van het museum NAM-IP in Namen.